# Dulova Ves
Dulova Ves é um município da Eslováquia, situado no distrito de Prešov, na região de Prešov. Tem 6,07 km² de área e sua população em 2018 foi estimada em 1.246 habitantes.

## Demografia
| Ano:        | 1994 | 2004    | 2014    | 2024     |
| ----------- | ---- | ------- | ------- | -------- |
| Broj ljudi: | 532  | 612     | 870     | 1870     |
| Razlika:    |      | +15,03% | +42,15% | +114,94% |

| Ano:               | 2023 | 2024   |
| ------------------ | ---- | ------ |
| Número de pessoas: | 1833 | 1870   |
| Diferença:         |      | +2,01% |